# Death to Spies
Death to Spies è un videogioco di spionaggio pubblicato dalla Haggard Games e dalla 1C Company e distribuita dalla FX Interactive in Italia e Spagna e dalla Atari nel resto del mondo.
La versione CD del gioco è stata messa in commercio il 16 ottobre 2007, mentre è uscito su Steam il 12 marzo 2008.

## Trama
Siamo nella seconda guerra mondiale. Il giocatore impersona un capitano appartenente alla SMERSH, una compagnia russa di spionaggio e controspionaggio. La missione, oltre che a indebolire la Germania, è quella anche di proteggere l'Armata Rossa arrestando traditori, disertori, spie e cellule criminali. Il giocatore deve compiere varie missioni, tra le quali rapire ufficiali d'alto rango, sabotare piani nemici, eliminare ufficiali nemici e rubare documenti importanti.

## Modalità di gioco
Il gameplay di gioco presenta una minimappa circolare, che ruota in base alla direzione dove il giocatore si muoverà. Essa, oltre che come guida, servirà anche da campo visivo per vedere se sono presenti personaggi. I personaggi sono distinguibili dalle loro icone sulla minimappa: quelli verdi sono neutrali, mentre quelli rossi sono ostili; i personaggi neutrali non rappresenteranno sospetti, a meno che il giocatore non faccia azioni inappropriate, mentre quelli ostili sono capaci di riconoscere il giocatore senza esitare ad aprire il fuoco contro di lui. Sono inoltre presenti altre icone: un segno rosso e bianco indica un personaggio chiave, vitale ai fini della missione; un punto rosa numerato indica un obiettivo principale; un punto azzurro con un punto esclamativo indica un punto d'interesse, che contiene oggetti e documenti che potrebbero tornare utili nella missione; il punto nero, infine, indica un nemico neutralizzato. Il campo visivo, inoltre, presenta due zone: la zona grigia rappresenta una visualità ridotta, dove il nemico avrà difficoltà ad individuare il nemico, mentre quella colorata indicherà lo stato d'allerta del personaggio, verde se tranquillo, giallo se in allerta e rosso se ostile.
Il giocatore può muoversi chinato o a corpo a terra. Chinandosi, può muoversi in modo lento ma inudibile; ci si può anche muovere in modo rapido, rendendosi però anche udibile dai nemici. Con il corpo a terra, il giocatore può muoversi appunto a terra, utile per nascondersi in mezzo al fogliame.
Le tecniche per neutralizzare il nemico sono 4: strangolarlo con la corda, stordirlo con un colpo alla nuca, stordirlo con il cloroformio o neutralizzarlo con una pistola. In certe missioni è possibile nascondere il corpo in certi posti tipo scatoloni, stanzini, magazzini o nel rimorchio dei camion.
Il sabotaggio include rompere ed aprire recinzioni e scassinare serrature e casseforti.

## Oggetti
Death to Spies mette a disposizione del giocatore molti oggetti per completare le varie missioni che fanno parte della dotazione che il giocatore sceglie prima dell'inizio di una missione; ne sono citati alcuni:
- Sono presenti varie armi da fuoco, silenziate e non, come fucili, fucili di precisione, pistole, mitra. Le armi nel gioco sono molto fedeli alla realtà (grafica permettendo) anche nei dettagli. Ricordiamo la presenza della Nagant M1895, del fucile M1 Garand e del mitra tedesco MP40.
- Nella categoria "varie" (nella quale sono presenti oggetti e armi "particolari") del gioco è degna di nota la presenza di cloroformio, garrota (una corda per strangolare), un binocolo e dei fumogeni.
- Nella categoria "esplosivi" sono presenti varie mine e granate sovietiche.

È anche possibile aggiungere oggetti alla dotazione del giocatore durante la missione come divise appartenenti al nemico.

## Accoglienza
Death to Spies ha ricevuto recensioni positive. Ha ricevuto un punteggio del 70% da Game Rankings e del 69 % da Metacritic.
GameSpot ha assegnato al gioco un voto di 7.0, elogiando la varietà del level design e delle missioni molto interessanti, ma ha anche criticato la difficoltà alta del gioco in alcuni punti.
IGN, invece, ha votato con un punteggio 8.0, criticando la sua difficoltà, ma anche favorendo di molto il design, l'atmosfera e le peculiarità del gameplay.
Altri siti di recensioni hanno elogiato questo gioco per la sua fedeltà alla realtà nel level design, nella storia, nei nomi dei nemici principali e la scelta di immettere una grafica minimale che ha contribuito a formare quell'atmosfera ottima per un gioco di questo tipo ma hanno criticato la scelta di dividere il gameplay in singole missioni minando la continuità della storia e l'occasionale difficoltà di alcune missioni.